# Afrophthalma
Afrophthalma es un género de escarabajos de la familia Chrysomelidae. El género fue descrito científicamente primero por Medvedev en 1978.

## Especies
- Afrophthalma aethiopica Medvedev, 2006
- Afrophthalma antipaeformis Medvedev, 1993
- Afrophthalma basilewskyi Medvedev, 1993
- Afrophthalma bezdeki Medvedev & Kantner, 2004
- Afrophthalma braunsi Medvedev, 1993
- Afrophthalma camerunica Medvedev, 2006
- Afrophthalma cylindriformis Medvedev, 2006
- Afrophthalma daccordii Medvedev, 2006
- Afrophthalma kantneri Medvedev, 2006
- Afrophthalma malawica Medvedev & Kantner, 2004
- Afrophthalma medvedevi Kantner & Bezdek, 2005
- Afrophthalma minuta Medvedev, 1993
- Afrophthalma mirabilis Erber & Medvedev, 2002
- Afrophthalma neptunus Medvedev & Regalin, 1998
- Afrophthalma nigricapitis Medvedev & Kantner, 2004
- Afrophthalma oculata Medvedev, 2006
- Afrophthalma pygmaea Medvedev & Erber, 2003
- Afrophthalma regalini Medvedev, 2006
- Afrophthalma subbasalis Medvedev & Erber, 2003
- Afrophthalma transvaalica Medvedev, 2006
- Afrophthalma zoiai Medvedev, 2006